# Contumazá (província)
Contumazá é uma província do Peru localizada na região de Cajamarca. Sua capital é a cidade de Contumazá.

## Distritos da província
- Chilete
- Contumaza
- Cupisnique
- Guzmango
- San Benito
- Santa Cruz de Toledo
- Tantarica
- Yonán